# Калалунга-Пјетрагранде (Катанцаро)
Калалунга-Пјетрагранде је насеље у Италији у округу Катанцаро, региону Калабрија.
Према процени из 2011. у насељу је живело 520 становника. Насеље се налази на надморској висини од 15 м.